# 17. rujna
17. rujna (17. 9.) 260. je dan godine po gregorijanskom kalendaru (261. u prijestupnoj godini).
Do kraja godine ima još 105 dana.

## Događaji
- 1630. – Boston, Massachusetts osnovan
- 1787. – U Philadelphiji je potpisan ustav SAD-a, najstariji savezni ustav koji je još u uporabi.
- 1809. – Mir između Švedske i Rusije u finskom ratu.
- 1859. – Joshua A. Norton proglašava samoga sebe carem Nortonom I. Sjedinjenih Američkih Država.
- 1934. – Sovjetski Savez se pridružio Ligi naroda (protivili su se Nizozemska, Švicarska i Protugal).[1]
- 1939. – Sovjetski Savez napada Poljsku.
- 1965. – Napad na zračnu luku Aden.
- 1978. – U Camp Davidu su egipatski predsjednik Anwar al-Sadat i izraelski premijer Menahem Begin potpisali, uz posredovanje SAD, "Sporazum iz Camp Davida", kojim prestaje ratno stanje između dviju država.
- 1991. – Osnovana 99. brigada HV, Zagreb.
- 1991. – Velikosrpska JRM sprovela pomorsku blokadu Hrvatske.
- 1991. – Velikosrpski kulturocid u Hrvatskoj: granatirali su vinkovačku Narodnu knjižnicu i čitaonicu u noći sa 16. na 17. rujna. U cijelosti je izgorjela.

| - 879. – Karlo III., kralj Francuske († 929.) - 1552. – Camillo Borghese, kasnije papa Pavao V. († 1621.) - 1743. – Nicolas de Condorcet, matematičar, filozof i politički znanstvenik († 1794.) - 1826. – Bernhard Riemann, njemački matematičar († 1866.) - 1883. – William Carlos Williams, fizičar i pisac († 1963.) - 1900. – John Willard Marriott, hotelijer († 1985.) - 1905. – Vladan Desnica – hrvatski književnik († 1967.) - 1923. – Hank Williams, glazbenik († 1953.) - 1928. – Roddy McDowall, glumac († 1998.) - 1929. – Hrvoje Babić, hrvatski akademik († 2015.) - 1930. – Edgar Mitchell, astronaut († 2016.) - 1931. – Anne Bancroft, glumica († 2005.) - 1952. – Mijo Gorski, hrvatski biskup - 1965. – Franck Piccard, francuski alpski skijaš - 1971. – Mirjana Hrga, hrvatska novinarka - 1973. – Anastacia, pjevačica - 1977. – Minea, hrvatska pjevačica - 1994. – Ivana Kapitanović, hrvatska rukometašica - 1996. – Duje Ćaleta-Car, hrvatski nogometaš | - 456. – Remist, rimski general - 1179. – Hildegarda iz Bingena, njemačka časna sestra (* 1098.) - 1609. – Judah Loew ben Bezalel, židovski rabin (* 1512.) - 1621. – Robert Bellarmino, talijanski kardinal i svetac (* 1542.) - 1665. – Filip IV., španjolski kralj (* 1605.) - 1836. – Antoine Laurent de Jussieu – francuski botaničar (* 1748.) - 1858. – Dred Scott, američki rob - 1863. – Alfred de Vigny, pisac (* 1797.) - 1863. – Charles Robert Cockerell, engleski arhitekt i arheolog (* 1788.) - 1879. – Eugène Viollet-le-Duc, francuski arhitekt (* 1814.) - 1911. – Pjotr Stolipin, ruski političar (* 1862.) - 1948. – Folke Bernadotte, švedski grof (* 1895.) - 1975. – Vladimir Kragić, hrvatski nogometaš (* 1910.) - 1994. – Karl Popper, austrijsko-britanski filozof (* 1902.) - 1996. – Srećko Badurina, hrvatski biskup (* 1930.) - 2014. – Andrij Husin, ukrajinski nogometaš i nogometni trener (* 1972.) - 2014. – China Zorrilla, urugvajska glumica (* 1922.) - 2015. – Dettmar Cramer, njemački nogometaš i nogometni trener (* 1925.) - 2017. – Biserka Alibegović, hrvatska kazališna, filmska i televizijska glumica (* 1932.) |

## Blagdani i spomendani
- Sveta Hildegarda